# Prezi
Prezi（プレジ）は、Prezi Inc.が開発しているプレゼンテーションソフトウェアである。クラウドサービスを利用する"Public", "Enjoy", "Pro"といったソフトウェアの他、スタンドアローンのPrezi Desktopといった製品がある。

## 特徴
Preziには、ページの概念がなく、1枚のシートを利用する。